# 백랑산 전투
백랑산 전투(白狼山戰鬪)는 조조가 하북 쟁패전에서 원씨 일가를 토벌한 후 요동으로 도망친 원상, 원희를 토벌하기 위해 일으킨 정벌로 조조는 북방 정벌에서 원상과 원희를 토벌하고 북방 전체를 평정했다.

## 배경
당시 조조는 202년 ~ 205년까지 3년에 걸쳐 벌어진 하북 전투에서 원씨 일가를 토벌하고 기주, 유주, 병주, 청주 등 4주를 평정했다.
이때 죽은 원소의 셋째 아들 원상과 둘째 아들 원희가 원씨 일가와 우호적 관계를 맺고 있던 북방의 오환족의 왕 답돈에게로 도피하자 북방 정벌을 계획한다.
이에 북방 정벌을 하는 사이에 유비와 그가 의탁하는 형주 자사 유표가 허도를 기습할 것이라며 조홍 등 많은 충신들이 반대하지만 유독 조조가 아끼는 모사 곽가가 유표의 성격을 헤아려 북방 정벌을 실행에 옮기게 한다.

## 북방 정벌
205년 조조는 곽가와 장료 등 부하들과 함께 30만 대군을 이끌고 북방 정벌에 나선다. 그러나 사막 지대를 지나야 하는 북방 정벌을 생각만큼 쉬운 일이 아니었고 곽가마저 병을 얻어 실려 가는 상황이었다. 조조는 회군하려 하지만 곽가는 끝까지 반대하였다.
조조는 병에 걸린 곽가를 역주 지방에 남겨두고 계속 진군하여 요서의 백랑산에서 원상과 원희와 충돌하여 격렬한 전투를 벌인다.
전투 끝에 조조는 원상, 원희와 오환족을 무찌르고 원상과 원희는 요동 태수 공손강에게로 달아나고 오환족의 왕 답돈은 장료에 의해 죽임을 당했다.

## 북방 평정
그러나 역주 지방으로 돌아온 조조는 곽가가 결국 병으로 죽었다는 소식을 듣는다.
그러다가 곽가가 죽기전에 남긴 편지에 쓰여진 계책을 바탕으로 공격을 하지 않고 있으면 요동에서 원상, 원희와 공손강의 내부 분열이 일어나 원상과 원희가 죽을 것이라는 예측을 한다.
곽가의 계책대로 원상과 원희는 요동 태수 공손강에게 죽임을 당하고 목은 조조에게로 돌려보내진다. 그 뒤 조조는 북방까지 평정했고 중원을 지배하게 되었다.